# Kulm bei Weiz
Kulm bei Weiz è una frazione di 486 abitanti del comune austriaco di Pischelsdorf am Kulm, nel distretto di Weiz, in Stiria. Già comune autonomo, il 1º gennaio 2015 è stato fuso con gli altri comuni soppressi di Pischelsdorf in der Steiermark e Reichendorf per costituire il nuovo comune di Pischelsdorf am Kulm.